# تسنترالنویه (شهرستان لیلک)
تسنترالنویه (به لاتین: Tsentralnoye) یک منطقهٔ مسکونی در قرقیزستان است که در شهرستان لیلک واقع شده‌است. تسنترالنویه ۲٬۵۰۶ نفر جمعیت دارد و ۱٬۰۴۵ متر بالاتر از سطح دریا واقع شده‌است.